# تجربة البوصلة
تجربة NA58 أو البوصلة (الميون المشترك وهيكل جهاز البروتون والتحليل الطيفي) تجارب في فيزياء الجسيمات ثابتة الهدف، في مسرع البروتون الأكبر ومعجل الجسيمات موجودة
في المنظمة الأوروبية للأبحاث النووية -CERN-
وهي عبارة عن مستويين من المطياف المغناطيسي وبينهما مسعر حراري ومميز للجسيمات في المستوى الأول.
هناك العديد من البحوث الجارية في البوصلة :
-	فهم مساهمة gluons في دروان البروتون والنواة.
-	إنتاج وتحقيق ميون غريب (exotic mesons)
-	إنتاج وتحقيق ميون جاذب (charmed)
حوالي 240 فيزيائيا من 11 دولة و28 مؤسسة يعملون على البوصلة (بالإنجليزي: COMPASS) ,حتى بدء تجارب LHC كانت تجربة البوصلة هي أكبر تجربة في معمل سيرن تتكلم عن البيانات وكانت رائدة ومعتمدة في اكتشاف ماهو جديد وتكنولوجي مثل :
-	كاشف Micromega
-	كاشف GEM

## وصلات خارجية
- Collaboration Web site

COMPASS experimental setup.*
- "COMPASS homes in on the nucleon spin", The CERN Courier, 25 July 2006 (accessed 26 June 2008).